# سرجینیو پاولیستا
سرجینیو پاولیستا (انگلیسی: Serginho Paulista؛ زادهٔ ۲۵ سپتامبر ۱۹۸۰) بازیکن فوتبال اهل برزیل است.
از باشگاه‌هایی که در آن بازی کرده‌است می‌توان به باشگاه فوتبال نائوچیکو اشاره کرد.